# Nezuk (Zvornik)
Pour les articles homonymes, voir Nezuk.
Nezuk (en serbe cyrillique : Незук) est un village de Bosnie-Herzégovine. Il est situé dans la municipalité de Zvornik et dans la république serbe de Bosnie. Selon les premiers résultats du recensement bosnien de 2013, il ne compte aucun habitant.
À la suite des accords de Dayton, une partie du village de Nezuk, c'est-à-dire les hameaux de Nezuk, Gornji Nezuk et Nezuk Debeljak, qui faisaient partie de la municipalité de Zvornik, ont été rattachés à la municipalité de Sapna, intégrée dans le canton de Tuzla et dans la fédération de Bosnie-et-Herzégovine.

## Démographie

### Répartition de la population (1991)
En 1991, le village comptait 989 habitants, répartis de la manière suivante, :